# پرو دیسپلی ایکس‌دی‌آر

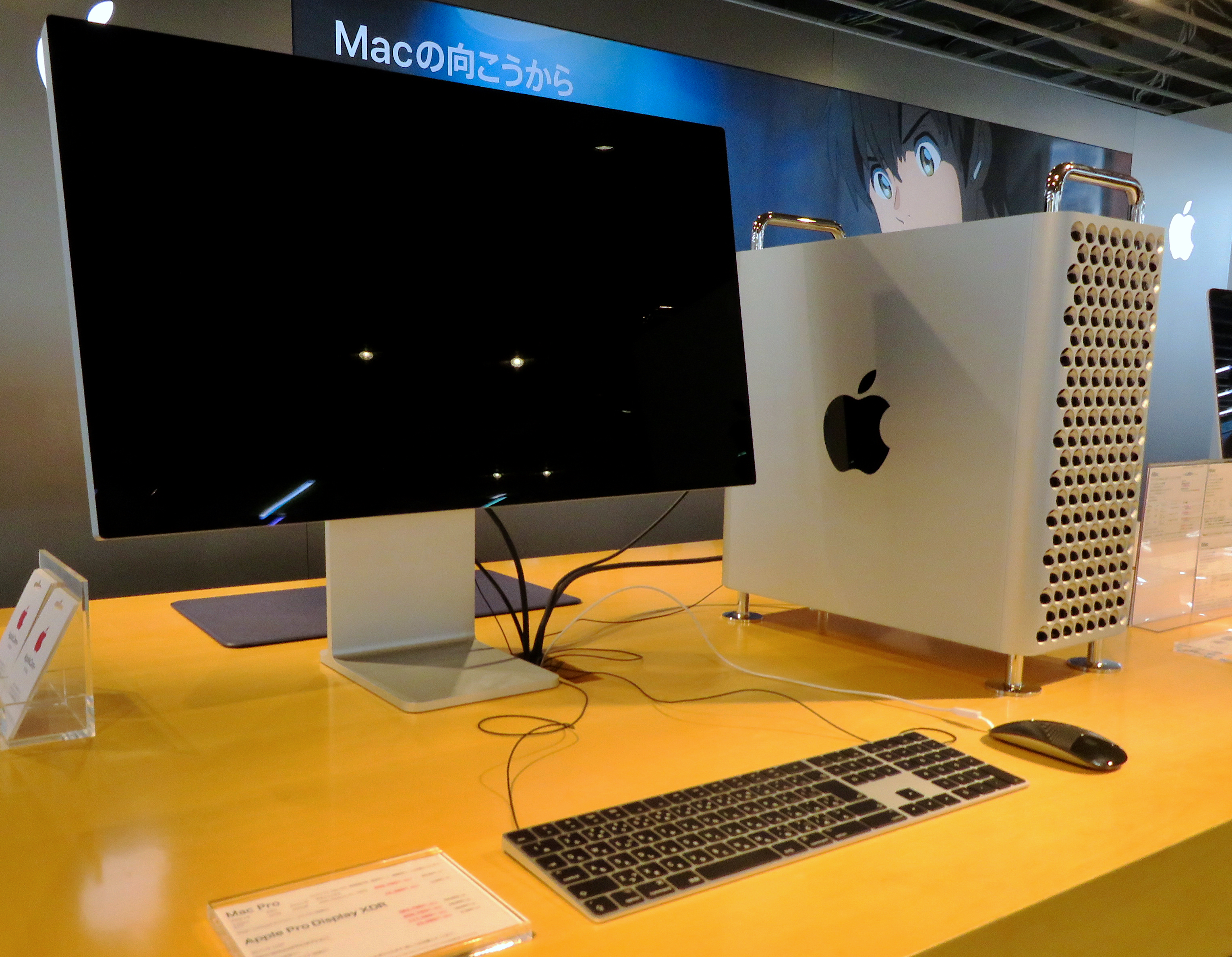
اپل پرو دیسپلی ایکس‌دی‌آر و مک پرو

پرو دیسپلی ایکس‌دی‌آر (به انگلیسی: Pro Display XDR) یک مانیتور کامپیوتر صفحه تخت ۳۲ اینچی است که توسط اپل ساخته شده و بر اساس یک نمایشگر ارائه شده توسط ال‌جی است. این نمایشگر در ۱۰ دسامبر ۲۰۱۹ عرضه شد.